# C6000
C6000 é uma família de microcontroladores de 32 bits da Texas Instruments de arquitetura TMS370. Os dispositivos C6000 são construídos e utilizados principalmente em aplicações de alta performance. Foi incluída a arquitetura VLIW  chamada  de  VelociTI, que trabalha com um maior paralelismo no nível da instrução. 

## Características
- Arquitetura Harvard
- Operações em ponto flutuante
- Instruções de 32-bits
- Oito instruções em cada ciclo, sendo possível  executar  todas  as  oito  no  mesmo ciclo
- Oito  Unidades  Funcionais:  dois  multiplicadores  e  seis unidades de lógica e aritmética (ALUs)
- 32 registradores de 32-bits

## Modelos
A categoria C6000 DSP possuem os seguintes modelos:
- C66x - mais rápido DSP de ponto flutuante, com dispositivos que vão desde um núcleo (C6654) para núcleo octal (C6678) com frequências de até 1.4GHz
- C674x - são otimizados para uso de energia de baixo consumo <1W
- C64x - DSP de um ou mais núcleos de ponto fixo com frequências de até 1.2 GHz